# Anneyron
Anneyron är en kommun i departementet Drôme i regionen Auvergne-Rhône-Alpes i sydöstra Frankrike. Kommunen ligger i kantonen Saint-Vallier som tillhör arrondissementet Valence. År 2022 hade Anneyron 4 152 invånare.

## Befolkningsutveckling
Antalet invånare i kommunen Anneyron
Referens:INSEE